# Cyphella digitalis
Cyphella digitalis är en svampart som först beskrevs av Alb. & Schwein., och fick sitt nu gällande namn av Elias Fries 1822. Cyphella digitalis ingår i släktet Cyphella och familjen Cyphellaceae.  Artens status i Sverige är: Ej påträffad. Inga underarter finns listade i Catalogue of Life.